# Лебяжий (Кемеровская область)
Лебя́жий — посёлок в Мариинском районе Кемеровской области. Является административным центром Лебяжьего сельского поселения.

## География
Центральная часть населённого пункта расположена на высоте 151 метра над уровнем моря.

## Население
По данным Всероссийской переписи населения 2010 года, в посёлке Лебяжий проживало 333 человека (157 мужчин, 176 женщин).